# 부산광역시의 고등학교 목록
다음 목록은 부산광역시에 있는 고등학교 목록이다.

## 가
가야고등학교 ·  개금고등학교 ·  개성고등학교 ·  건국고등학교 ·  경남고등학교 ·  경남공업고등학교 ·  경남여자고등학교 ·  경성전자고등학교 ·  경원고등학교 ·  경일고등학교 ·  경혜여자고등학교 ·  계성여자고등학교 ·  광명고등학교 ·  구덕고등학교 ·  금곡고등학교 ·  금명여자고등학교 ·  금샘고등학교 ·  금성고등학교 ·  금정고등학교 ·  금정여자고등학교 ·  기장고등학교

## 나
낙동고등학교 ·  남산고등학교 ·  남성여자고등학교 ·  내성고등학교

## 다
다대고등학교 ·  대광고등학교 ·  대덕여자고등학교 ·  대동고등학교 ·  대명여자고등학교 ·  대양고등학교 ·  대연고등학교 ·  대진전자통신고등학교 ·  덕문고등학교 ·  덕문여자고등학교 ·  데레사여자고등학교 ·  동래고등학교 ·  동래여자고등학교 ·  동래원예고등학교 ·  동명공업고등학교 ·  동아고등학교 ·  동아공업고등학교 ·  동의고등학교 ·  동인고등학교 ·  동주여자고등학교 ·  동천고등학교

## 마
만덕고등학교 ·  명호고등학교 ·  문현여자고등학교

## 바
반여고등학교 ·  배정고등학교 ·  배정미래고등학교 ·  부경고등학교 ·  부산강서고등학교 ·  부산고등학교 ·  부산공업고등학교 ·  부산과학고등학교 ·  부산관광고등학교 ·  부산국제고등학교 ·  부산기계공업고등학교 ·  부산남고등학교 ·  부산남일고등학교 ·  부산대저고등학교 ·  부산대학교 사범대학 부설고등학교 ·  부산동고등학교 ·  부산동성고등학교 ·  부산동여자고등학교 ·  부산디지털고등학교 ·  부산마케팅고등학교 ·  부산문화여자고등학교 ·  부산백양고등학교 ·  부산보건고등학교 ·  부산서여자고등학교 ·  부산센텀여자고등학교 ·  부산소프트웨어마이스터고등학교 ·  부산여자고등학교 ·  부산여자상업고등학교 ·  부산영상예술고등학교 ·  부산예술고등학교 ·  부산외국어고등학교 ·  부산일과학고등학교 ·  부산자동차마이스터고등학교 ·  부산장안고등학교 ·  부산전자공업고등학교 ·  부산정보고등학교 ·  부산정보관광고등학교 ·  부산중앙고등학교 ·  부산중앙여자고등학교 ·  부산진고등학교 ·  부산진여자고등학교 ·  부산진여자상업고등학교 ·  부산체육고등학교 ·  부산컴퓨터과학고등학교 ·  부산항공고등학교 ·  부산해군과학기술고등학교 ·  부산해사고등학교 ·  부일외국어고등학교 ·  부일전자디자인고등학교 ·  부흥고등학교 ·  분포고등학교 ·  브니엘고등학교 ·  브니엘여자고등학교 ·  브니엘예술고등학교

## 사
사상고등학교 ·  사직고등학교 ·  사직여자고등학교 ·  삼성여자고등학교 ·  삼정고등학교 ·  성도고등학교 ·  성모여자고등학교 ·  성일여자고등학교 ·  성지고등학교 ·  세연고등학교 ·  세정고등학교 ·  센텀고등학교 ·  신도고등학교 ·  신정고등학교

## 아
양운고등학교 ·  양정고등학교 ·  연제고등학교 ·  영도여자고등학교 ·  영산고등학교 ·  예문여자고등학교 ·  용인고등학교 ·  이사벨고등학교 · 

## 자
장안제일고등학교 ·  정관고등학교 ·  주례여자고등학교 ·  지산고등학교

## 차
충렬고등학교

## 하
학산여자고등학교 ·  한국과학기술원 부설 한국과학영재학교 ·  한국조형예술고등학교 ·  한얼고등학교 ·  해강고등학교 ·  해동고등학교 ·  해운대고등학교 ·  해운대관광고등학교 ·  해운대여자고등학교 ·  혜광고등학교 ·  혜화여자고등학교 ·  화명고등학교